# Trójpłat

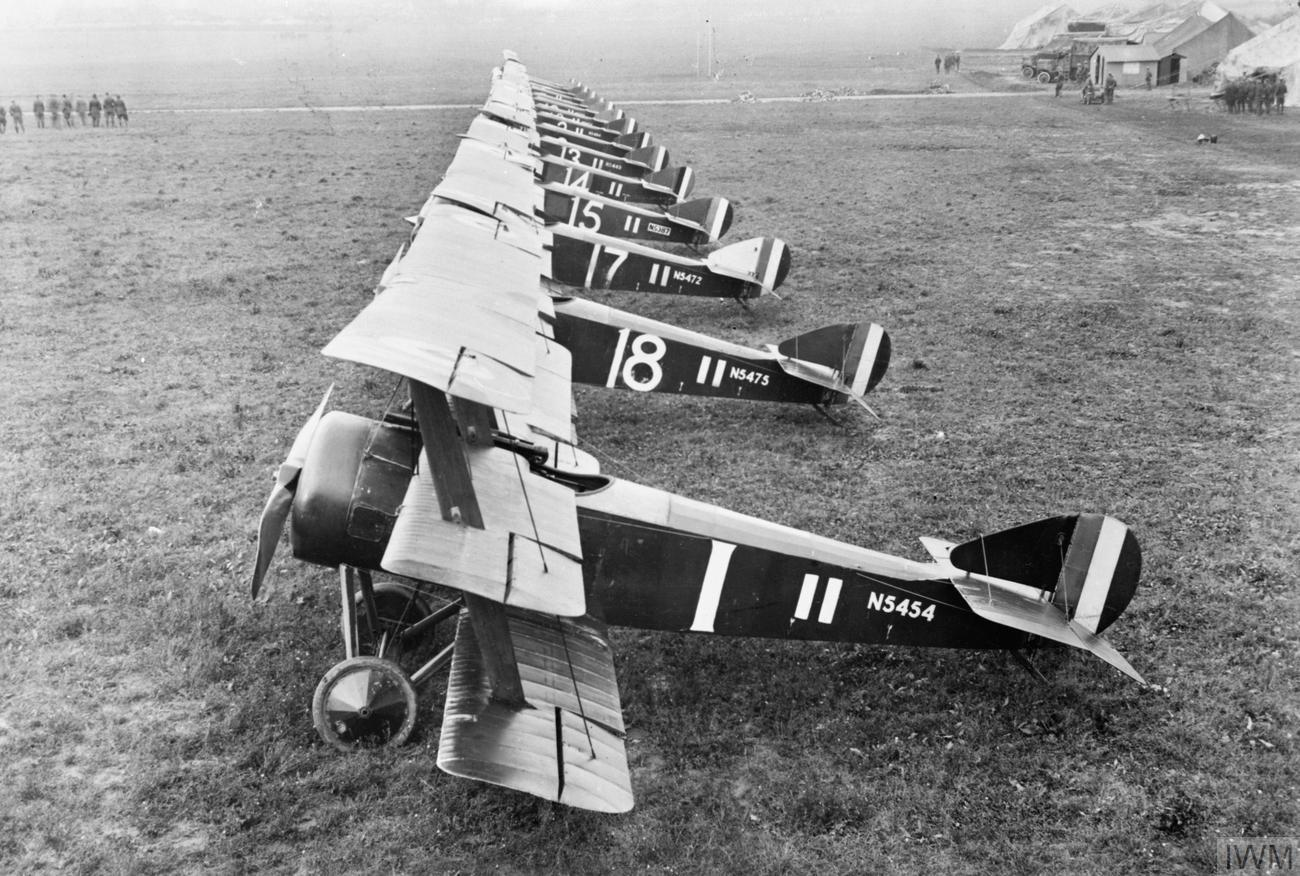
Sopwith Triplane

Trójpłat – układ konstrukcyjny płatowca, samolotu o trzech płatach nośnych. Od dwupłatu różniący się posiadaniem trzeciego płata nośnego, pomiędzy górnym a dolnym.
Konstrukcje trójpłatowe w porównaniu z dwupłatami miały dodatkową zaletę – zachowanie takiej samej siły nośnej przy zmniejszonej rozpiętości skrzydeł, co zwiększało zwrotność tych samolotów.

Największą popularność trójpłaty osiągnęły podczas I wojny światowej. Sukcesy brytyjskiego samolotu myśliwskiego Sopwith Triplane zrodziły przekonanie o niezwykłych zaletach takiej konstrukcji. Po obu stronach frontu konstruktorzy podejmowali wysiłki, aby zbudować samolot trójpłatowy. Jednym z samolotów zbudowanych na fali sukcesu Triplane'a był Fokker Dr.I. 

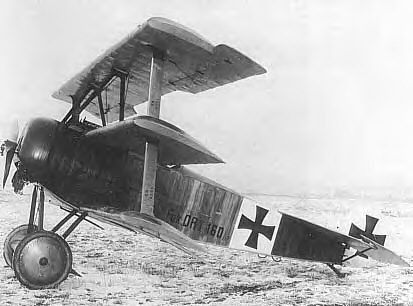
Fokker Dr.I